# Il me dit que je suis belle
Il me dit que je suis belle est une chanson de Patricia Kaas, publiée en single pour l'album Je te dis vous sorti en 1993 en France.

## Histoire de la chanson
Patricia Kaas a 27 ans en 1993. Sa chanson Mademoiselle chante le blues lui a permis d'accéder à la notoriété, mais elle se cherche de nouveaux auteurs et contacte Charles Aznavour, Marc Lavoine et Jean-Jacques Goldman.
Ce titre est finalement écrit par Jean-Jacques Goldman sous le pseudonyme de Sam Brewski,,. L'enregistrement est produit par Robin Millar à Londres, mais la version de l'album est différente de celle du single, Jean-Jacques Goldman n'étant pas satisfait du premier enregistrement londonien et ayant souhaité le refaire.

## Liste des pistes
Single CD (1993, Columbia 659398 1, France)
1. Il me dit que je suis belle (4:01)
2. It's A Man's World (5:44)
3. Il me dit que je suis belle - version longue (4:42)

## Classements
| Classement (1996)            | Meilleure position |
| ---------------------------- | ------------------ |
| Allemagne (Media Control AG) | 80                 |
| France (SNEP)                | 5                  |